# Yosoro ~Hoshi no Umi wo Koete~
"Yosoro ~Hoshi no Umi wo Koete~" (ヨーソロー ～星の海を越えて～) é um single de Hironobu Kageyama. Foi lançado em 12 de junho de 2013 pela Lantis e possui quatro faixas.

## Produção
O próprio Kageyama se encarregou da composição das melodias e escreveu as letras de ambas as músicas. Para a faixa-título, chamou Kenichi Sudo, parceiro de mais de duas décadas para fazer o arranjo. Sudo e Kageyama também fazem parte da TRY FORCE, banda que fundaram com Yoshichika Kuriyama e Yohgo Kohno, da MAKE-UP.

## Legado
A música foi composta para ser o encerramento do quinto episódio do anime Uchuu Senkan Yamato 2199, um remake de Uchuu Senkan Yamato.

## Recepção
O single chegou à 63ª posição no Oricon Singles Chart. Também chegou à 55ª posição na Billboard Japan.
Ao analisar o single, o CD Journal disse que "é uma balada magnífica, e descreve o sentimento de um viajante vagando pelo universo infinito, emanando esperança e, ao mesmo tempo, amargura. Aspereza e maturidade brilham através da voz de Kageyama."
O site NetLab, da ITMedia, organizou um ranking das melhores músicas de Kageyama por votação popular, e "Yosoro ~Hoshi no Umi wo Koete~" ficou na 21ª colocação.

## Faixas
| N.º            | Título                                       | Letras         | Música         | Arranjo        | Duração |  |
| 1.             | "Yosoro ~Hoshi no Umi wo Koete~"             | H. Kageyama    | H. Kageyama    | Kenichi Sudo   | 5:15    |  |
| 2.             | "Kazeoto ~Kimi ni Aitakute~"                 | H. Kageyama    | H. Kageyama    | Hijiri Anze    | 5:31    |  |
| 3.             | "Yosoro ~Hoshi no Umi wo Koete~ (off vocal)" | instrumental   | H. Kageyama    | K. Sudo        | 5:15    |  |
| 4.             | "Kazeoto ~Kimi ni Aitakute~ (off vocal)"     | instrumental   | H. Kageyama    | H. Anze        | 5:29    |  |
| Duração total: | Duração total:                               | Duração total: | Duração total: | Duração total: | 21:30   |  |